# Frente para la Reconstrucción Nacional de Timor Oriental - Cambio
El Frente para la Reconstrucción Nacional de Timor Oriental - Cambio (en portugués: Frente de Reconstrução Nacional de Timor-Leste - Mudança), abreviado como Frenti-Mudança o FM, es un partido político socialdemócrata de Timor Oriental fundado en 2011 como una escisión del partido Fretilin. Es liderado por el diplomático y exviceprimer ministro José Luís Guterres.
El partido comenzó como una facción reformista de izquierda dentro del FRETILIN llamada FRETILIN Mudança, que buscaba reformar el partido desde dentro. En abril de 2006, el grupo intentó destituir a Mari Alkatiri de su puesto de secretario general del FRETILIN. En las elecciones presidenciales de 2007, el grupo apoyó al exmiembro del FRETILIN José Ramos-Horta para la presidencia, y en las parlamentarias al Congreso Nacional para la Reconstrucción de Timor de Xanana Gusmão. El líder del grupo, José Luis Guterres, fue nombrado vice primer ministro en el gobierno liderado por Gusmão.
Tras las elecciones, el grupo se rebautizó como FRETLIN (eliminando la "I" de independencia) e intentó registrarse como partido político para las elecciones de 2012 . Sin embargo, el Tribunal de Apelación desestimó la solicitud por considerar que su nombre era demasiado similar al FRETILIN. Presentó una segunda solicitud con el nombre de "FRENTI-Mudança", que fue aceptada en julio de 2011, aunque el partido se vio obligado a cambiar su bandera, al considerarla demasiado similar a la del FRETILIN.

## Resultados electorales
|  | 3.11 % |

|  | 1.56 % |

|  | 5.49 % |